# Vasil Kiryienka
Vassil Vassilievitch Kiryenka - en biélorusse : Васіль Васільевіч Кірыенка et en anglais : Vasil Kiryienka - né le 28 juin 1981 à Retchytsa, est un coureur cycliste biélorusse, professionnel entre 2006 et janvier 2020. Au cours de sa carrière, il participe à des compétitions sur route et sur piste. Spécialiste du contre-la-montre, il est champion du monde de la discipline en 2015. Sur piste, il est champion du monde de la course aux points en 2008. Il prend sa retraite le 30 janvier 2020 en raison de problèmes cardiaques. Au total, il participe à 20 grands tours et est membre de l'équipe du vainqueur à cinq reprises. Il compte trois succès d'étape sur le Tour d'Italie (dont une victoire en solitaire à Sestrières en 2011) et un autre sur le Tour d'Espagne.

## Biographie
Né à Retchytsa dans la République socialiste soviétique de Biélorussie en 1981, Vasil Kiryienka a remporté son premier championnat national du contre-la-montre en 2002. 

### 2007-2008: Tinkoff Credit Systems
Son début de carrière s'est principalement concentré sur la piste. Il a notamment été champion du monde de la course aux points en 2008. Plus tard dans la saison, il gagne la 19e étape du Tour d'Italie, sur un parcours montagneux menant à Presolana, après avoir passé la journée à l'attaque et comptabilisé plus de 6 heures et demie en selle. Il a attaqué ses six compagnons d'échappée au pied de la montée du Monte Para et s'est imposé en solitaire à l'arrivée, avec une marge de plus de quatre minutes. Il devient à cette occasion le premier Biélorusse à remporter une étape du Tour d'Italie.

### 2009-2012: Caisse d'Épargne puis Movistar
En 2009, grâce à ses bons résultats, Vasil Kiryienka est engagé par l'équipe espagnole Caisse d'Épargne, qui évolue en première division. En 2010, il termine deuxième de la dixième étape du Tour de France après avoir été dépassé sur la ligne par Sérgio Paulinho.
En 2011, il remporte le classement général de la Route du Sud devant l'Italien Davide Rebellin et le Britannique Peter Kennaugh de la formation Sky. En mai, pendant le Tour d'Italie, son coéquipier Xavier Tondo, est tué lors d'un accident domestique alors qu'il s'apprêtait à s'entraîner avec ses coéquipiers. Il s'est retrouvé écrasé entre sa voiture et sa porte de garage. Cinq jours plus tard, Kiryienka remporte l'avant-dernière étape dans un effort en solitaire avec une arrivée à Sestrières. Il dédie la victoire à Tondó, pointant le doigt vers le ciel alors qu'il franchit la ligne d'arrivée. L'équipe s'était réunie pour envisager de se retirer de la course après la mort de Tondó, mais les coureurs ont plutôt voté à l'unanimité pour continuer. Kiryienka a commenté que l'équipe alignée au Giro espérait obtenir une victoire d'étape supplémentaire pour honorer sa mémoire.
En 2012, à trois semaines du Tour de France, il arrive 6e du Critérium du Dauphiné. La même année, il se classe 3e du contre-la-montre aux championnats du monde de Valkenburg derrière Tony Martin et Taylor Phinney.

### 2013-2019: Sky/Ineos

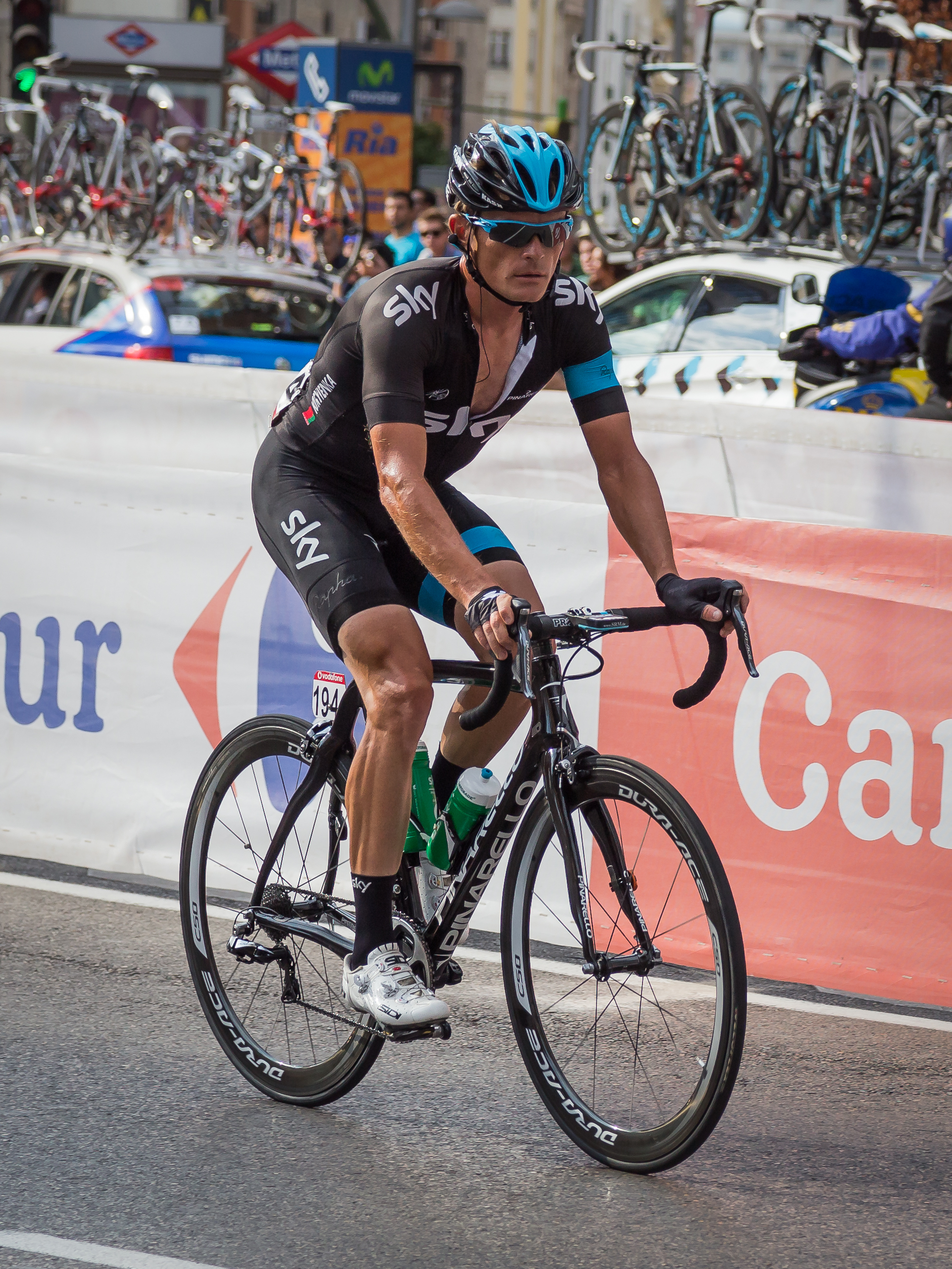
Vasil Kiryienka lors du Tour d'Espagne 2013.

Kiryienka est recruté en 2013 par l'équipe britannique Sky. Présent au Tour de France 2013 en tant qu'équipier de Christopher Froome, il est éliminé à l'issue de la neuvième étape, où il dépasse le délai autorisé d'environ une minute. Il prend ensuite part au Tour d'Espagne dont il remporte la 18e étape. Il devient, par la même occasion le second Biélorusse à s'imposer sur la Vuelta après Yauheni Hutarovich en 2010. En septembre, il participe aux championnats du monde à Florence. Il est médaillé de bronze du contre-la-montre par équipes avec ses coéquipiers de Sky et quatrième du contre-la-montre individuel, à près d'une minute et demi de Tony Martin.
En juin 2014, Vasil Kiryienka prend la troisième place du Tour de Bavière. Il dispute ensuite le Tour de France et le Tour d'Espagne en tant qu'équipier de Chris Froome. Celui-ci abandonne le Tour de France dès la cinquième étape. Kiryienka se classe troisième de la seizième étape, à Bagnères-de-Luchon. Lors de la Vuelta, dont Froome prend la deuxième place, Kiryienka est quatrième et septième des étapes contre-la-montre. Fin septembre, il prend part aux championnats du monde à Ponferrada, en Espagne. Il est quatrième du contre-la-montre par équipes avec Sky et du contre-la-montre individuel, à 48 secondes du vainqueur Bradley Wiggins.
Au cours de l'année 2015, il gagne la 14e étape du Tour d'Italie au printemps. Plus tard dans la saison il s'adjuge un nouveau titre de champion de Biélorussie ainsi que les médailles d'or du contre-la-montre aux Jeux européens et du championnat du monde de la discipline. Il devance à cette occasion l'Italien Adriano Malori et le Français Jérôme Coppel. En septembre il prolonge son contrat avec l'équipe Sky. Durant la deuxième quinzaine d'octobre il s'adjuge le Chrono des Nations-Les Herbiers-Vendée et succède à Sylvain Chavanel au palmarès de l'épreuve.
En 2016, il participe à la victoire de Christopher Froome sur le Tour de France. En août, il a l'honneur d'être porte-drapeau de la Biélorussie pour la cérémonie d'ouverture des Jeux olympiques d'été de 2016 à Rio de Janeiro, où il termine dix-septième du contre-la-montre. En fin de saison, il est vice-champion du monde du contre-la-montre et gagne le Chrono des Nations-Les Herbiers-Vendée pour la deuxième année consécutive.
L'année suivante, il est une nouvelle fois membre de l'équipe Sky qui remporte le Tour de France avec Christopher Froome et qui obtient la médaille de bronze au championnat du monde du contre-la-montre par équipes. En 2018, il est équipier de Froome lors de sa victoire renversante sur le Tour d'Italie, mais il doit abandonner pour la première fois un grand tour lors de la 19e étape. Lors de cette saison 2018, il devient pour la cinquième fois  champion de Biélorussie du contre-la-montre et se classe neuvième du championnat du monde du contre-la-montre.
En mars 2019, l'équipe Sky annonce qu'il est traité pour une anomalie cardiaque. Il reprend la compétition le 30 avril lors du Tour de Romandie, pour la première apparition en course de l'équipe Ineos. En juin, il remporte le contre-la-montre des Jeux européens. Au total, il termine la saison avec 56 jours de course, dont 18 étapes du Tour d'Espagne. 
Le 30 janvier 2020, en raison d'une anomalie cardiaque, l'équipe britannique annonce la décision du Biélorusse de prendre sa retraite sur les conseils du personnel médical, à l'âge de 38 ans,. 

## Palmarès et résultats

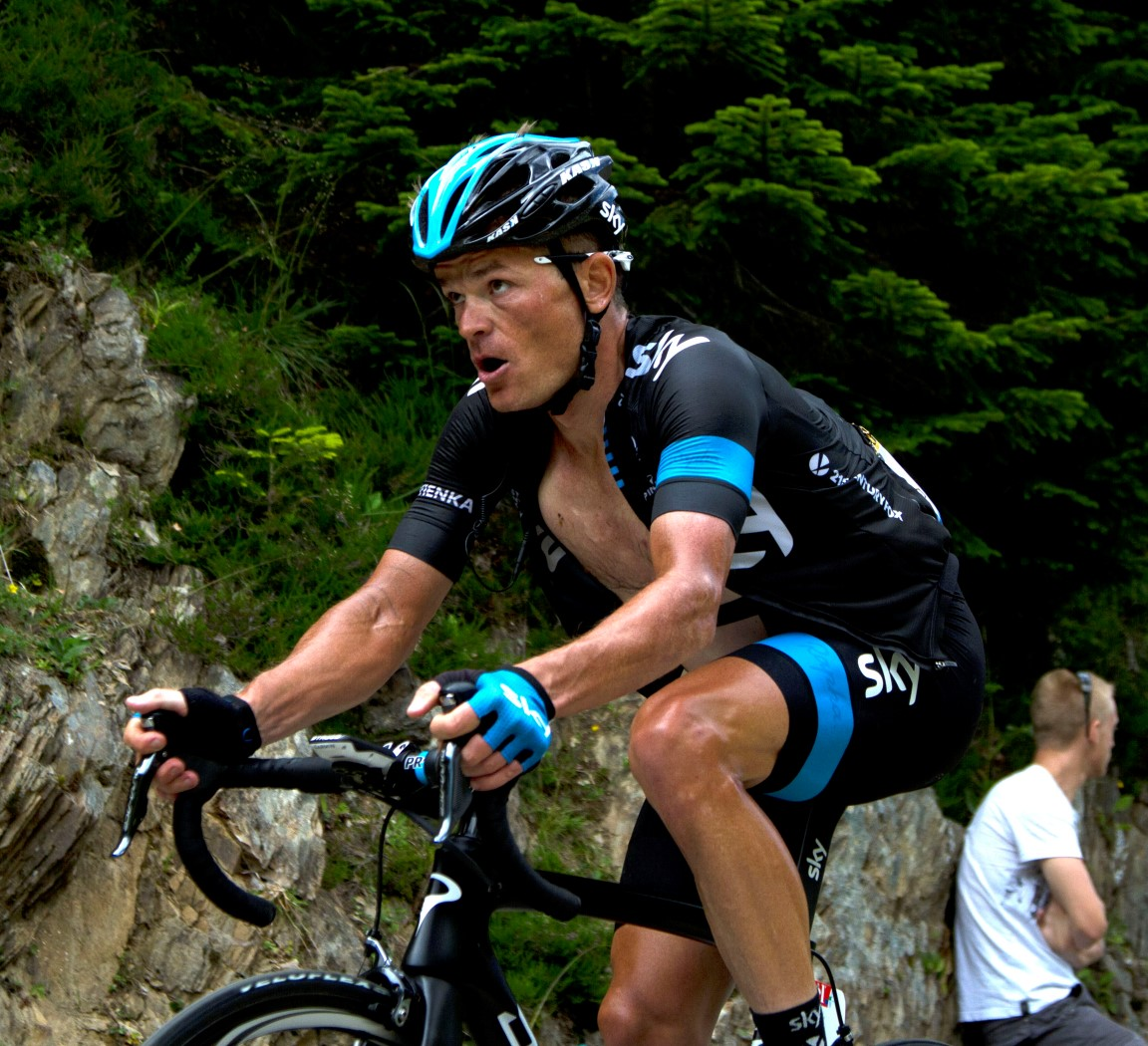
Kiryienka lors du Tour de France 2014.

### Palmarès sur route et classements mondiaux

#### Palmarès
- 1999
  - 3e du championnat de Biélorussie du contre-la-montre
  - 6e du championnat du monde du contre-la-montre juniors
- 2000
  - 2e du championnat de Biélorussie du contre-la-montre
- 2001
  - 2e du championnat de Biélorussie du contre-la-montre
- 2002
  -  Champion de Biélorussie du contre-la-montre
- 2004
  - 5e du championnat du monde militaires du contre-la-montre
- 2005
  -  Champion de Biélorussie du contre-la-montre
  - Trophée Edil C
  - Coppa della Pace
  - Coppa Sportivi Malvesi
  - Giro del Casentino
  - Coppa Comune di Castelfranco
  - 3e étape du Tour de Toscane espoirs
  - Coppa del Mobilio (contre-la-montre)
  - 2e de la Coppa Giulio Burci
  - 2e de la Coppa 29 Martiri di Figline di Prato
  - 3e de la Coppa Fiera di Mercatale
  - 3e du Gran Premio Montanino
- 2006
  -  Champion de Biélorussie du contre-la-montre
  - 6e étape de la Course de la Solidarité olympique
  - 2e de la Scandinavian Open Road Race
  - 3e du Riga Grand Prix
  - 6e du championnat du monde du contre-la-montre
- 2007
  - 3e étape du Ster Elektrotoer
  - 5e étape du Tour de Burgos
  - 2e de l'Étoile de Bessèges
  - 2e de l'Eindhoven Team Time Trial (contre-la-montre par équipes)
  - 7e de Tirreno-Adriatico
  - 9e du championnat du monde du contre-la-montre
- 2008
  - 1re étape de la Semaine cycliste lombarde (contre-la-montre par équipes)
  - 19e étape du Tour d'Italie
  - 2e du championnat de Biélorussie du contre-la-montre
  - 2e du Grand Prix de la ville de Camaiore
- 2011
  - 2e étape du Tour du Pays basque
  - 20e étape du Tour d'Italie
  - Classement général de la Route du Sud
  - 2e du Critérium international
  - 10e du Tour du Pays basque
- 2012
  -  Médaillé de bronze au championnat du monde du contre-la-montre
  - 6e du Critérium du Dauphiné
- 2013
  - 18e étape du Tour d'Espagne
  -  Médaillé de bronze au championnat du monde du contre-la-montre par équipes
  - 4e du championnat du monde du contre-la-montre
- 2014
  - 1reb étape de la Semaine internationale Coppi et Bartali (contre-la-montre par équipes)
  - 3e du Tour de Bavière
  - 4e du championnat du monde du contre-la-montre
- 2015
  -  Champion du monde du contre-la-montre
  -  Médaillé d'or du contre-la-montre aux Jeux européens
  -  Champion de Biélorussie du contre-la-montre
  - 14e étape du Tour d'Italie (contre-la-montre)
  - Chrono des Nations-Les Herbiers-Vendée
- 2016
  - Chrono des Nations-Les Herbiers-Vendée
  -  Médaillé d'argent du championnat du monde du contre-la-montre
- 2017
  -  Médaillé de bronze au championnat du monde du contre-la-montre par équipes
- 2018
  -  Champion de Biélorussie du contre-la-montre
  - 9e du championnat du monde du contre-la-montre
- 2019
  -  Médaillé d'or du contre-la-montre aux Jeux européens

#### Résultats sur les grands tours

##### Tour de France
7 participations
- 2010 : 18e
- 2011 : hors délai (6e étape)
- 2012 : 77e
- 2013 : hors délai (9e étape)
- 2014 : 86e
- 2016 : 103e
- 2017 : 112e

##### Tour d'Italie
7 participations
- 2008 : 35e, vainqueur de la 19e étape
- 2009 : 73e
- 2010 : 37e
- 2011 : 25e, vainqueur de la 20e étape
- 2015 : 84e, vainqueur de la 14e étape (contre-la-montre)
- 2017 : 102e
- 2018 : abandon (19e étape)

##### Tour d'Espagne
6 participations
- 2008 : 34e
- 2009 : 16e
- 2013 : 73e, vainqueur de la 18e étape
- 2014 : 110e
- 2015 : 83e
- 2019 : abandon (18e étape)

#### Classements mondiaux
| Année                                 | 2005 | 2006 | 2007 | 2008 | 2009 | 2010 | 2011 | 2012 | 2013 | 2014 | 2015 | 2016 | 2017 | 2018 | 2019 |
| ------------------------------------- | ---- | ---- | ---- | ---- | ---- | ---- | ---- | ---- | ---- | ---- | ---- | ---- | ---- | ---- | ---- |
| Calendrier mondial                    |      |      |      |      | 155e | 165e |      |      |      |      |      |      |      |      |      |
| UCI World Tour                        |      |      |      |      |      |      | 112e | 90e  | 133e | 151e | 115e | nc   | 261e | 321e |      |
| Classement mondial                    |      |      |      |      |      |      |      |      |      |      |      | 168e | 293e | 434e | 863e |
| UCI Europe Tour                       | 151e | 88e  | 80e  | 92e  |      |      |      |      |      |      |      | 326e | 677e | 690e | 627e |
| UCI Asia Tour                         | nc   | nc   | nc   | nc   |      |      |      |      |      |      |      | 16e  | nc   | nc   |      |
| UCI America Tour                      | nc   | nc   | nc   | nc   |      |      |      |      |      |      |      | 431e | nc   | nc   |      |
|                                       |      |      |      |      |      |      |      |      |      |      |      |      |      |      |      |
| Légende : nc = non classéSource : UCI |      |      |      |      |      |      |      |      |      |      |      |      |      |      |      |

### Palmarès sur piste

#### Jeux olympiques
- Athènes 2004
  - 13e de la poursuite
- Pékin 2008
  - 5e de la course aux points

#### Championnats du monde
- Bordeaux 2006
  -  Médaillé de bronze de la course aux points
  - 7e du scratch
- Palma de Majorque 2007
  - 7e de la course aux points
  - 9e du scratch
- Manchester 2008
  -  Champion du monde de la course aux points
- Pruszków 2009
  - 5e de la course aux points

#### Coupe du monde
- 2003
  - 1er de la poursuite à Aguascalientes
  - 3e de la poursuite par équipes à Aguascalientes
- 2004
  - 3e de la poursuite à Aguascalientes
- 2004-2005
  - 1er de la course aux points à Manchester
- 2006-2007
  - 1er du scratch à Sydney
  - 2e de la course aux points à Moscou
  - 3e de la course aux points à Sydney
- 2007-2008
  - 2e du scratch à Los Angeles

#### Championnats d'Europe
- Moscou 2003
  -  Médaillé de bronze de la poursuite espoirs
  -  Médaillé de bronze de la poursuite par équipes espoirs (avec Viktor Rapinski, Yauhen Sobal et Dzmitry Aulasenka)